# Zderaz
Zderaz (en allemand : Sderas) est une commune du district de Chrudim, dans la région de Pardubice, en République tchèque. Sa population s'élevait à 277 habitants en 2022.

## Géographie
Zderaz se trouve à 8 km à l'est-sud-est du centre de Skuteč, à 26 km au sud-est de Chrudim, à 33 km au sud-est de Pardubice et à 123 km à l'est-sud-est de Prague.
La commune est limitée par Hluboká et Leština au nord, par Nové Hrady et Bor u Skutče à l'est, par Proseč au sud, et par Perálec à l'ouest.

## Histoire
La plus ancienne mention écrite du village remonte à 1563.

## Patrimoine
Le patrimoine du village comporte une chapelle de la fin du XIXe siècle, des habitations troglodytiques, un petit musée local consacré à l'histoire du village ainsi que plusieurs exemples d'architecture populaire du XIXe siècle et la première moitié du XXe siècle.

## Transports
Par la route, Zderaz se trouve à 9 km de Skuteč, à 21 km de Litomysl, à 31 km de Chrudim, à 42 km de Pardubice et à 159 km de Prague. 